# مرگ سقراط (نقاشی)
مرگ سقراط (به فرانسوی: La Mort de Socrate) اثری است از نقاش فرانسوی ژاک لوئی داوید که در سال ۱۷۸۷ میلادی خلق شده‌است.
این اثر یکی از مشهورترین آثار هنری است که در دوران نئوکلاسیک کشیده شده است. در دهه ۱۷۸۰ هنرمند فرانسوی ژاک لوئی داوید شروع به تولید آثاری کرد که تم‌های کلاسیک و ریاضت زیبایی‌شناختی در آن‌ها به کار رفته بود. او مرگ سقراط را در اوج این فاز در سال ۱۷۸۷ تولید کرد و همان سال آن را به سالن پاریس اهدا کرد.

## اطلاعات اثر
لوئی داوید تابلوی مرگ سقراط را در سبک نئوکلاسیک و با استفاده از رنگ روغن کشیده‌است. تابلو به ابعاد ۱۲۹٫۵ در ۱۹۶٫۲ سانتی‌متر است. هم‌اکنون این تابلوی هنری، تحت مالکیت موزه متروپولیتن نیویورک قرار دارد.

## شرح نمادها
در میان هیاهوی ناله و فغان شاگردان، سقراط با یک دست جام شوکران را به دست می‌گیرد و با دست دیگر آسمان را نشان می‌دهد.
قرمزی جام می‌تواند اشاره‌ای به مرگ‌آوری (به رنگ خون) جام باشد. همچنین ممکن است به عزم راسخ و آتشین سقراط در نوشیدن شوکران اشاره کند.
دست دیگر سقراط که آسمان را نشان می‌دهد، می‌تواند اشاره‌ای به اعتقاد سقراط به زندگی پس از مرگ و وجود بهشت باشد و همچنین ممکن است اشاره به این سخن سقراط در جریان محاکمه‌اش داشته باشد که او فرمان خدا (آسمان) را به خوشایند مردم آتن ترجیح می‌دهد و جام را برای خدا می‌نوشد.
با این‌که این اتفاق واقعی است، دیوید هنگام به تصویر کشیدن صحنه چند تغییر کوچک در آن اعمال کرده است. بیشترین تغییر در کاراکترها دیده می‌شود. در حالی که سقراط، پیروانش سیمیاس و سبس، کریتو، آپولودوروس و اعضای خانواده‌اش در این صحنه حاضر بودند، افلاطون و دیگر افراد حاضر در این نقاشی، هنگام مرگ سقراط در کنار او نبوده‌اند.